# Hugo Stahl
Hugo Stahl – zbrodniarz hitlerowski, członek załogi niemieckiego obozu koncentracyjnego Mauthausen-Gusen i SS-Unterscharführer.
W czasie II wojny światowej pełnił służbę w Gusen I, podobozie Mauthausen. W 1957 został oskarżony przez władze zachodnioniemieckie o zamordowanie na przełomie sierpnia i września 1940 czterech polskich więźniów, których przyłapał na paleniu papierosów w magazynie. 27 września 1957 sąd w Heidelbergu uznał Stahla za winnego i skazał go na 12 lat pozbawienia wolności.